# Phidippus audax
Phidippus audax é uma aranha saltadora comum na América do Norte, pertencente à família Salticidae. Em seu país de origem é conhecida como "Daring Jumping Spider" (do inglês "ousada aranha saltadora") ou "Bold Jumping Spider" (do inglês "atrevida aranha saltadora"). O tamanho médio dos adultos varia entre 13 a 20 mm de comprimento.

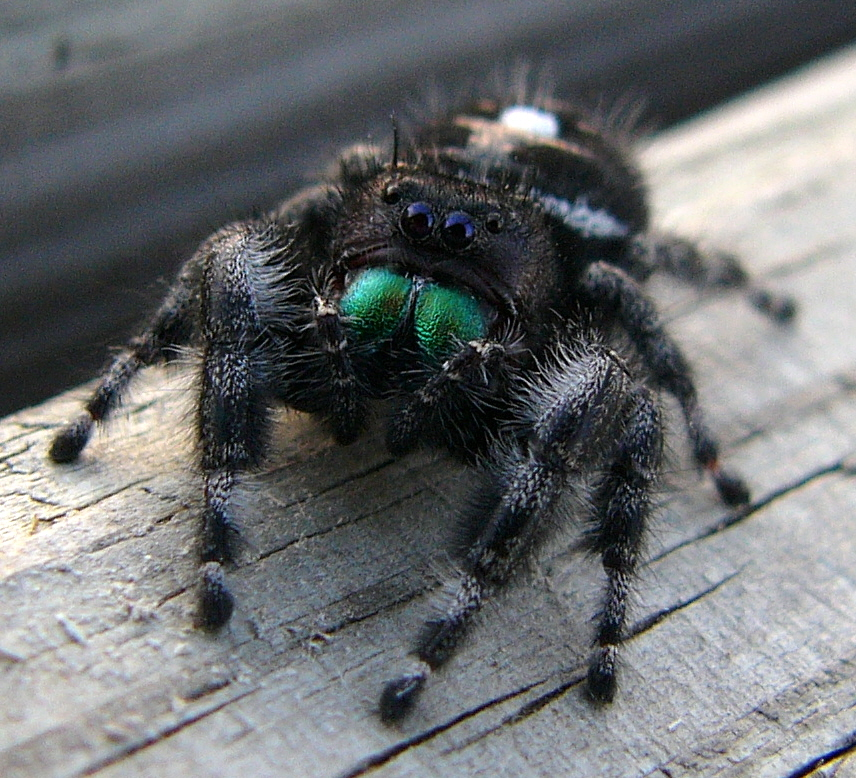
Uma Phidippus audax mostrando suas quelíceras verdes.